# Hyposmocoma lupella
Hyposmocoma lupella là một loài bướm đêm thuộc họ Cosmopterigidae. Nó là loài đặc hữu của Kauai. Loài địa phương ở Kaholuamano, nơi nó được tim thấy ở độ cao 4,000 feet.
Không rõ chúng ăn lá cây gì nhưng có lẽ ấu trùng sống trên cây chết và làm kén.